# Adolfo Porcellini
Adolfo Porcellini (Rimini, 7 maggio 1884 – 24 novembre 1973) è stato un politico italiano.

## Biografia
Ferroviere originario di Rimini, nel 1909 si iscrisse al Partito socialista italiano, svolgendo un'intensa attività politico-sindacale tra il 1918 e il 1929. Trasferitosi a Fidenza, divenne nel secondo dopoguerra il personaggio politico più rilevante.
Fu sindaco di Fidenza dal 1950 al 1964, dove intraprese importanti opere di urbanistica. Negli anni 1950 venne edificato il cosiddetto Palazzo Porcellini in piazza Garibaldi di fronte al municipio: per costruire l'edificio, in stile razionalista-coloniale, si abbatté ciò che dell'antica rocca era sopravvissuto ai bombardamenti del 1944.
Nel 1953 venne eletto senatore nella II legislatura della Repubblica Italiana per il collegio di Fiorenzuola d'Arda-Fidenza. Fu segretario del gruppo parlamentare del PSI al Senato.